# Discestra hoplites
Discestra hoplites är en fjärilsart som beskrevs av Otto Staudinger 1901. Discestra hoplites ingår i släktet Discestra och familjen nattflyn. Inga underarter finns listade i Catalogue of Life.